# Zlom newyorške borze (1929)
Zlom newyorške borze iz leta 1929, znan tudi kot velik propad, je bil velik ameriški zlom borze, ki se je zgodil jeseni 1929. Začel se je septembra in končal konec oktobra, ko so cene delnic na newyorški borzi propadle. To je bil najbolj uničujoč zlom borze v zgodovini ZDA, če se upošteva celoten obseg in trajanje njegovih posledic.
Zlom newyorške borze je povezan s 25. oktobrom 1929, imenovanim črni petek, dan po največji razprodaji delnic v zgodovini ZDA. Nesreča, ki je sledila septembrskemu padcu londonske borze, je pomenila začetek velike gospodarske krize.

## Življenjski slog

### Živi zdaj, plačaj pozneje
V dvajsetih letih so zaradi takojšnjih posojil številni Američani živeli razkošno in lagodno. Možje so kupovali družinske avtomobile na obročno odplačevanje in jemali hipoteke za kupovanje prostornih hiš, ki so jih opremljali s sodobno opremo. Življenjski slog se je lepo odražal v takratnem plesu, imenovanem Charleston.

### Živi pozneje, plačaj zdaj
Ko so posledice borznega zloma doletele vlagatelje, posrednike in ljudi, ki jih je karikaturist poimenoval "napihnjeni kapitalisti", se je lahkotno življenje otežilo. A kljub težkim razmeram, so nekateri našli čas za zabavo. Tako je neki karikaturist narisal finančnika, obešenega na vrvi v obliki leta 1929. Drugega bankrotiranega plutokrata pa je prikazal, kako prodaja jabolka skupaj z obubožanimi špekulanti. Tisti, ki so imeli na prodaj kaj vrednega, na primer drage avtomobile, so jih na newyorških ulicah ponujali za drobiž. To je bilo po večini brez uspeha, saj si tudi prej premožnejši sedaj niso mogli privoščiti dragih avtomobilov in ostalih dobrin.

## Ozadje
Dnevno poslovanje na newyorški borzi na Wall Streetu, največjem trgu denarja na svetu, je potekalo kot običajno. Toda kljub temu so bili borzni posredniki živčni. V zadnjih nekaj tednih so bili priča silovitim nihanjem, tako v cenah, kot tudi med optimizmom in strahom.
Vsa dvajseta leta so Američani nepremišljeno zapravljali, tako za izdelke kot za delnice. Za najrazličnejše nakupe je bilo mogoče brez težav dobiti posojilo. Norijo veseljačenja z borznimi špekulacijami so večinoma financirali s posojili borznih posrednikov. Vsi so bili prepričani, da so njihove naložbe v vedno rastočih delnicah varne.
Proti koncu desetletja pa je postalo jasno, da bo treba plačati visoko ceno. Sredi oktobra 1929 so cene tako drastično padle, da je bilo na tisoče delničarjev, ki so imeli "bogastvo" zgolj na papirju, prisiljenih prodati svoje delnice. To je sprožilo nadaljnjo spiralo padanja cen.

## Wall Street zajame panika
Na dan, ki se je v zgodovino zapisal kot črni četrtek, je val prodajanja paničnih vlagateljev zatresel temelje ameriške borze. Ob 11. dopoldne v četrtek, 24. oktobra, eno uro po začetku poslovanja, je borzo zajela panika. Vlagatelji, ki so kupili delnice podjetij, za katere so jim zagotovili, da so uspešna in se širijo, so svojim posrednikom naročili, naj jih prodajo - za vsako ceno, včasih skorajda za nič.
New York Times je tako v živo poročal: "Zajel jih je strah. Na tisoče posrednikov je vrglo svoje delnice v vrtinec na borzi, da bi iztržili vsaj kanček vložka." V jutru, ko je mehurček počil, so bili vlagatelji, ki so imeli na papirju velikansko premoženje, finančno uničeni prej, kot so lahko telegrafi prinašali slabe novice. Na tleh borze se je razvnela blazna gonja po prodaji. Zaradi nedostojnega kaosa, so uredniki zaprli galerijo za obiskovalce.
Okoli poldneva se je zdelo, da je najhujša panika mimo, in začela se je reševalna operacija. Skupina uglednih bankirjev in finančnih se je odločila združiti sredstva v višini 20 do 30 milijonov dolarjev, da bi kupili svežnje delnic. Uro zatem je Richard Whitney, veseli in samozavestni podpredsednik borze, prišel na podij. Naročil je 10000 delnic po ceni nad povpraševanjem. Potem je obiskal še 20 okenc in kupil velike količine delnic. V nekaj minutah je porabil 20 milijonov denarja bankirjev.
Toda učinek je bil kratkotrajen. Ker telegrafski aparati niso dohajali številnih transakcij, so še vedno bruhali mračne novice, čeprav se je trg v odzivu na dramatični poskus reševanja pobral. To pa je sprožilo nadaljnjo mrzlično prodajo delnic. Borzni posredniki, do kolen zasuti z naročili za prodajo in telegrafskimi trakovi, so obupno poskušali izračunati, koliko njihove stranke izgubljajo iz minute v minute.
Po končanem štetju so tisti dan po čedalje nižjih cenah prodali 12.894.650 delnic. Prejšnji mesec je bil povprečni dnevni promet 4 milijone.
V nedeljo so časopisi razglasili, da je najhujša kriza mimo in da se bo v naslednjem tednu poslovanje popravilo. Toda v ponedeljek so začele delnice ponovno padati in v torek "grozljivi torek" je bilo jasno, da najhujše šele prihaja. Tisti dan so prodali skoraj 16,5 milijona delnic, potem pa je trg razpadel. Nikogar tudi ni bilo več, da bi prodajal delnice, in v enem samem dnevu je izginilo za 14 milijard dolarjev papirnatih dobičkov. V nekem trenutku je kurir ponudil en dolar za sveženj delnic, ki je bil še teden prej vreden 100.000 dolarjev in ga dobil.
Kljub prevladujoči črnogledosti so nekateri izražali zaupanje. Med njimi je bil tudi John D. Rockefeller, ki je drzno naznanil, da on in njegova družina kupujejo "trdne splošne delnice".

## Vzroki za zlom
Več mesecev pred zlomom borze na wall streetu je v ZDA vladala mrzlica kupovanja delnic. Uradi borznih posrednikov so rasli po vsej državi in iz dneva v dan so bili polni dobičkoželjnih moških in žensk. "Mejni nakupi" so omogočali navadnim delavcem, da so kupovali delnice na kredit. Kupec je plačal le majhen del "mejne" cene, denimo 10 odstotkov, preostalo pa si je sposodil od borznega posrednika, ki je kot jamstvo zadržal delnice. Ko se je vrednost delnic zvišala, jih je kupec prodal, izplačal posrednika in pobral dobiček.
Želja po hitrem zaslužku je gnala tako tiste, ki so že bili bogati, kot one, ki so želeli svoj del bogastva. Da bi zadovoljili povpraševanje po najnovejših finančnih novicah, so v hotelskih sprejemnicah namestili telegrafske sprejemnike, ki so prenašali cene delnic. Vrednost delnic je dosegla najvišjo raven vseh časov. Toda 5. septembra je ekonomist Roger W. Babson opozoril: "Prej ali slej bo prišel zlom".
Ljudje so mu prisluhnili in zaupanje se je začelo krhati. Ko so začele vrednosti delnic padati, so kupci, ki so kupovali na mejo ugotovili, da ne pada samo vrednost njihovega vložka, ampak so začeli nanje pritiskati tudi posredniki, ki so hoteli večjo "mejo", da bi zavarovali denar, ki so ga posodili svojim strankam.
Prodajalcev je bilo veliko več kot kupcev in na tisoče ljudi brez denarja je bilo prisiljenih prodati svoje vložke. V ponedeljek, 21. oktobra, je Wall street preplavil velikanski val prodaje in vse je bilo pripravljeno za zlom, ki je prišel čez 3 dni.

## Spopad s krizo
Dva ameriška predsednika, Calvin Coolidge in njegov naslednik Herbert Hoover, sta imela ključni vlogi pri gospodarskem polomu in svetovni krizi, ki je sledila in je trajala do konca tridesetih let. Tretji predsednik, Franklin D. Roosevelt, pa je dvignil ZDA iz gospodarskega brezna.
Marca 1929 je bil Coolidge, ki si je za geslo izbral "Ostanite mirni s Coolidgem (Keep cool with Coolidge)", predsednik 6 let.  Njegova napaka je bila, da ni zaustavil razcveta špekulacij na borzi in omejil pridobivanja kreditov, kar je privedlo do borznega zloma sedem mesecev potem, ko je zapustil belo hišo. Zlom je prišel v času predsedovanja Herberta Hooverja, ki je Američanom obljubil "piščanca v vsakem loncu in avto v vsaki garaži". Namesto tega se je znašel v gospodarski krizi. Proizvodnja jekla in avtomobilov je bila močno prizadeta, prevozni stroški so se močno zvišali, gradnja hiš pa je skoraj povsem zamrla. Ker Hoover ni mogel odpraviti hudih težav, ga je na volitvah leta 1933 premagal Franklin D, Roosevelt. Roosevelt je uvedel svoj revolucionarni New Deal - gospodarsko politiko nenehnih industrijskih in kmetijskih reform in program socialnega varstva.

## Vpliv krize na preostali svet
Med prvimi državami, ki jih je prizadel borzni zlom v ZDA, je bilo Združeno kraljestvo, ki pa ni doživelo takega razcveta kot ZDA po letu 1920 in je imela že takrat obsežno nezaposlenost. Kljub temu je bil London še vedno veliko poslovno središče in verjetno največji čezmorski trg za ameriške delnice. Ob koncu leta 1929, so nemirne gospodarske razmere postale kaotične. Leta 1931 je bilo že 2,5 milijona nezaposlenih, njihovo število pa je naraščalo. Avgusta je prišlo do razcepa v laburistični vladi in premier Ramsay MacDonald je obiskoval koalicijsko narodno vlado, da bi rešil položaj.
Naslednji mesec je Britanija devalvirala funt in opustila zlati standard - denarno merilo, po katerem je osnovna denarna enota enaka vrednosti določene količine zlata. To je imelo mednarodne odmeve, posebej v Južnoafriški uniji, največji proizvajalki zlata na svetu in njeno prej trdno gospodarstvo je zašlo v krizo. Avstralija je zaradi zloma ostala brez posojil iz tujine, od katerih je bilo odvisno njeno gospodarstvo. Krizo v Avstraliji je še zaostril padec svetovnih cen volne in pšenice. Na bolj raznoliko gospodarstvo Nove Zelandije pa kriza ni vplivala. Hudo sta bili prizadeti Indonezija in Brazilija, ker so cene kavčuka in kave strmo padle.
Vso Evropo je zajel val bančnih stečajev. Kriza se je začela v Avstriji spomladi 1931, ko je največja banka, Kredit Anstalt poročala o velikih izgubah in nevarnosti, da morda ne bo mogla izplačati svojih upnikov. Ameriški in britanski upniki so pohiteli, da bi rešili kar se da. Nekaj tednov zatem, sta propadli močni nemški banki Darmstadter in Narodna banka. Nemčija je bila med tistimi, ki so jih posledice zloma najbolj prizadele. Velikanska ameriška posojila za obnovo gospodarstva po vojni so ukinili. Nezaposlenost je strmo narasla, propadlo je še več bank, proizvajalec letal Willy Messerschmitt je bil nevarno blizu stečaja.
Na Nizozemskem in v Belgiji so propadle velike borznoposredniške hiše, delnice so padle in tečaji so bili močno prizadeti. Gospodarski polom je vplival tudi na Španijo in prispeval h krvavi državljanski vojni nekaj let pozneje. Nasprotno pa se gospodarska kriza ni dotaknila Švice, Francije in skandinavskih držav.